# Галф (Северна Каролина)
Галф (енгл. Gulf) насељено је место без административног статуса у америчкој савезној држави Северна Каролина.

## Демографија
По попису из 2010. године број становника је 144.
| Група             | 2000.    | 2010.       |
| Белци             | 0 (0,0%) | 139 (96,5%) |
| Афроамериканци    | 0 (0,0%) | 5 (3,5%)    |
| Азијати           | 0 (0,0%) | 0 (0,0%)    |
| Хиспаноамериканци | 0 (0,0%) | 0 (0,0%)    |
| Укупно            | 0        | 144         |